# Egypte op de Olympische Zomerspelen 1920
Egypte nam deel aan de Olympische Zomerspelen 1920 in Antwerpen, België. Er werden geen medailles gewonnen.

## Deelnemers

### Atletiek
| Olympiër          | Discipline | Resultaat  | Prestatie     |
| ----------------- | ---------- | ---------- | ------------- |
| Ahmed Khairy      | 100m (m)   | 1ste ronde | serie 2: 4de  |
| Ahmed Khairy      | 200m (m)   | 1ste ronde | serie 6: 4de  |
| Ahmed Khairy      | 400m (m)   | 1ste ronde | serie 10: 4de |
| Abdel Ali Maghoub | 5000m (m)  | 1ste ronde | serie 3: 9de  |

### Gewichtheffen
| Olympiër   | Discipline | Resultaat | Prestatie      |
| ---------- | ---------- | --------- | -------------- |
| Ahmed Samy | -75kg (m)  | DNF       | niet gefinisht |

### Schermen
| Olympiër        | Discipline | Resultaat | Prestatie                                                                          |
| --------------- | ---------- | --------- | ---------------------------------------------------------------------------------- |
| Ahmed Hassanein | degen (m)  | 30e       | 1ste ronde groep I: 2de met 5 overwinningen kwartfinale B: 7de met 4 overwinningen |
| Ahmed Hassanein | floret (m) | 45e       | 1ste ronde groep E: 4de met 1 overwinning                                          |

### Turnen
| Olympiër             | Discipline               | Resultaat | Prestatie    |
| -------------------- | ------------------------ | --------- | ------------ |
| Kabil Mahmoud        | meerkamp individueel (m) | 24e       | 63,30 punten |
| Ahmed Amin Tabouzada | meerkamp individueel (m) | 25e       | 51,85 punten |

### Voetbal
| Olympiër | Discipline | Resultaat | Prestatie                     |
| --- | ---------- | --------- | ----------------------------- |
| Kamel Taha Mohamed El-Sayed Abdel Salam Hamdy Riad Shawki Ali El-Hassany Gamil Osman Tawfik Abdalla Hussein Hegazi Hassan Ali Allouba Sayed Abaza Zaki Osman Khalil Hosni Mohamed Gabr Mahmoud S. Mokhtar Abbas Safwat | mannen     | 6e        | 1ste ronde: V van Italië: 1-2 |

### Worstelen
| Olympiër       | Discipline     | Resultaat      | Prestatie                                         |
| Grieks-Romeins | Grieks-Romeins | Grieks-Romeins | Grieks-Romeins                                    |
| -------------- | -------------- | -------------- | ------------------------------------------------- |
| Ahmed Rahmy    | -75kg (m)      | 9e             | 1ste ronde: vrij 2de ronde: V van BEL Derkinderen |

Argentinië · Australië · België · Brazilië · Brits-Indië · Canada · Chili · Denemarken · Egypte · Estland · Finland · Frankrijk · Griekenland · Groot-Brittannië · Italië · Japan · Joegoslavië · Luxemburg · Monaco · Nederland · Nieuw-Zeeland · Noorwegen · Portugal · Spanje · Tsjecho-Slowakije · Verenigde Staten · Zuid-Afrika · Zweden · Zwitserland